# St. Michael (Werdohl)

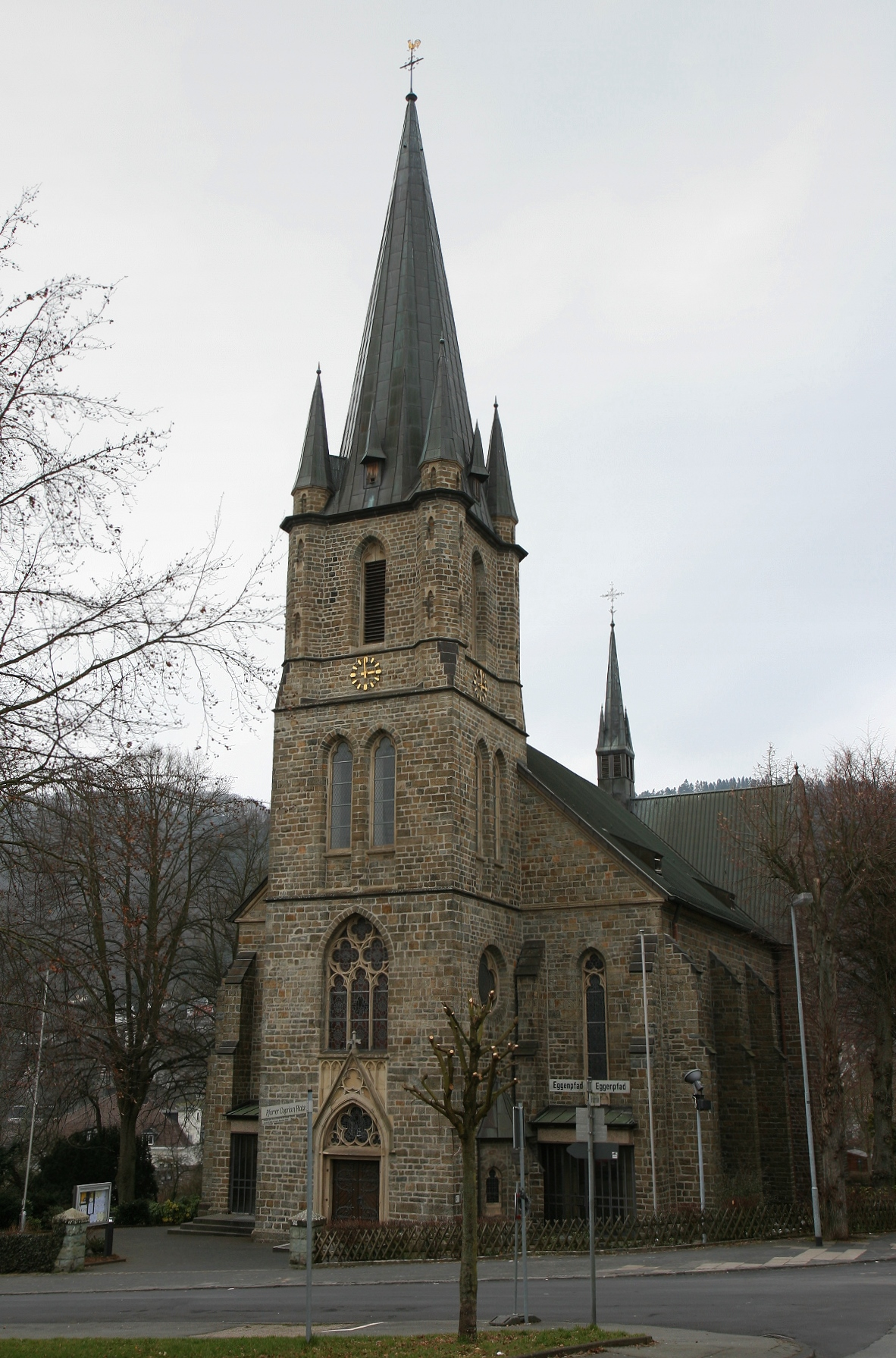
Pfarrkirche St. Michael

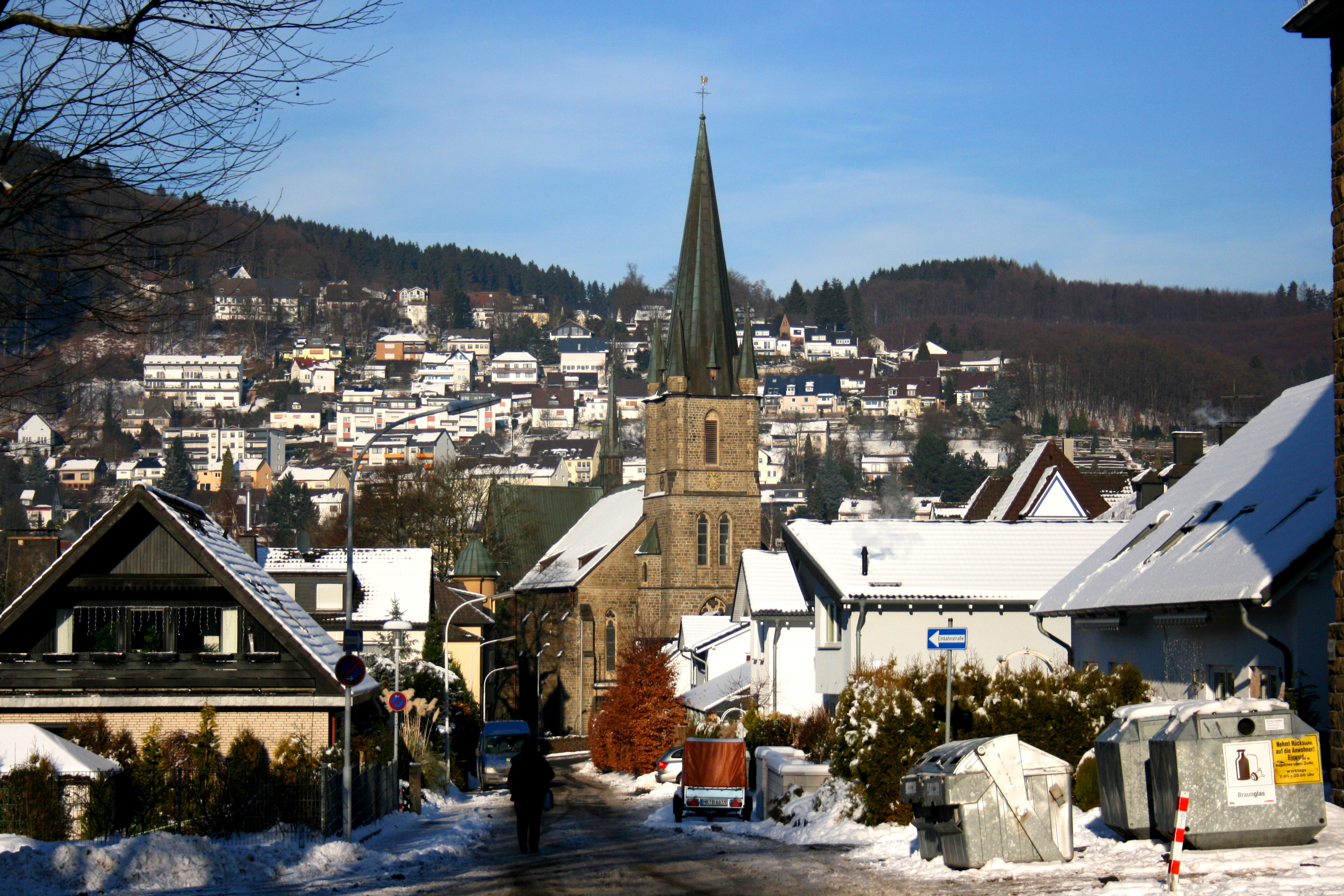
Lage der Pfarrkirche im Ort

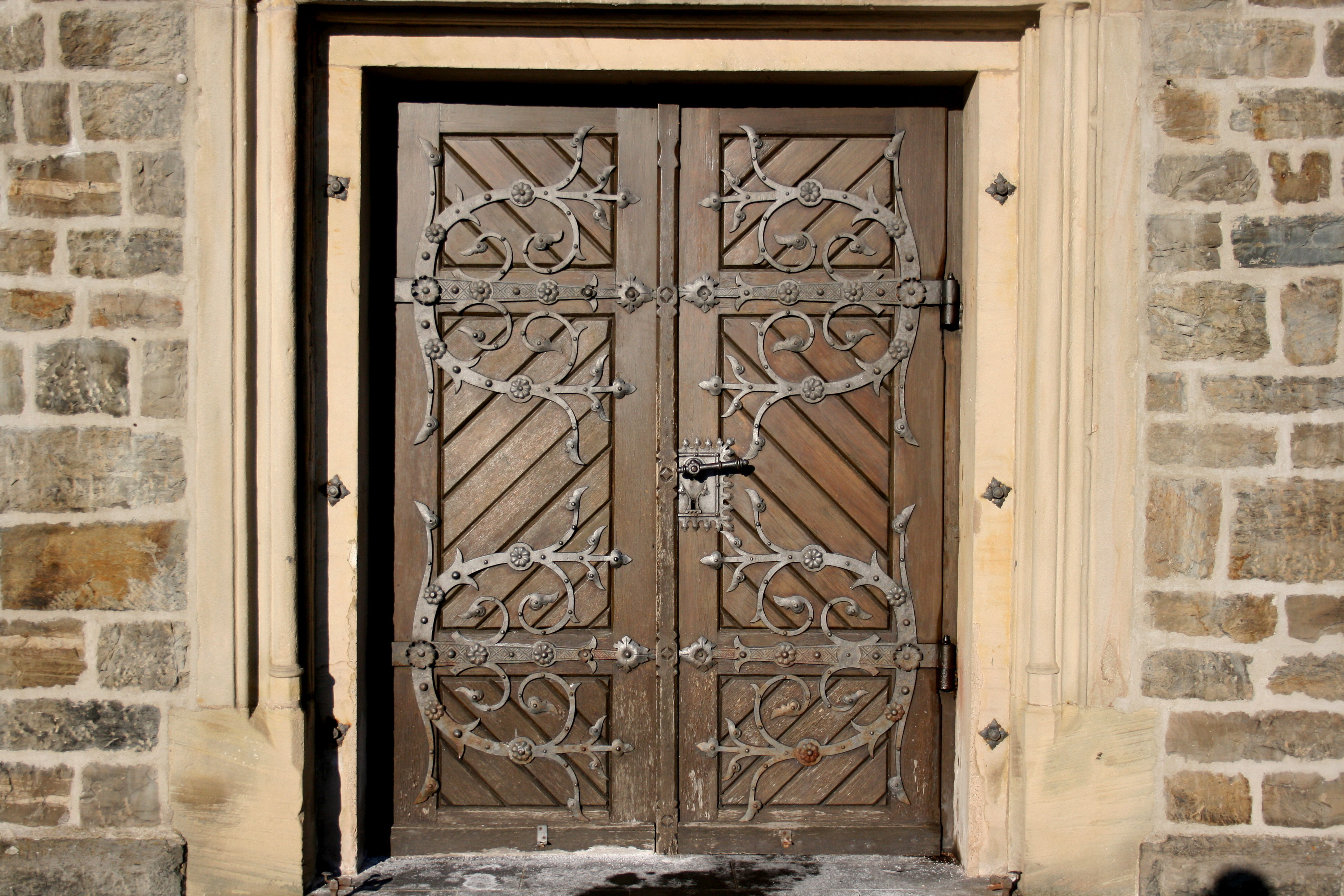
Portalansicht

Die katholische Pfarrkirche St. Michael ist ein denkmalgeschütztes Kirchengebäude in Werdohl im Märkischen Kreis (Nordrhein-Westfalen). Die Kirchengemeinde gehört zum Bistum Essen. Seit der Strukturreform im Bistum Essen sind die Brüder des Minoritenklosters für die Seelsorge in der Gemeinde verantwortlich.

## Geschichte und Architektur
Vorgängerkirche war ein 1862 erbauter dreiachsiger, trotz historistisch romanisierenden Formen, klassizistischer Saal mit Chorkonche. Das Pfarrhaus war quer vorgebaut. Diese Kirche wurde nach 1901 als Versammlungsraum für die Gemeinde genutzt.
Die neugotische dreijochige Hallenkirche aus Bruchstein mit 5⁄8 Chorschluss wurde 1901 von Hermann Wielers in Anlehnung an die Kirche in Weidenau erbaut. Die Bruchsteine wurden in der Hardtmecke gewonnen. Das dreijochige Gebäude mit Querschiff und Nebenapsiden hat eine neuromanische Chorkrypta und einen Westturm. Die Apsidennischen der Seitenschiffe sind fensterlos, die Wände des Langhauses und des Chores sind durch zweibahnige Fenster gegliedert, die Fenster neben dem Turm sind einbahnig, die im Querschiff dreibahnig. Die Giebel der Querschiffe sitzen auf einem gestuften Gesims, sie besitzen schlanke Blendarkaden in gotischer Form. An den Außenwänden wechseln die Fenster rhythmisch mit Strebepfeilern. Da keine Emporen eingebaut sind, wirkt der Saal mit fast gleich hohen Schiffen, breit und behäbig. Das Querschiff unterstreicht die Breite.
Die Kreuzgratgewölbe werden von sechs Rundpfeilern, mit schlichten Schlüsselkapitellen gestützt. Die Farbfenster sind mit Hertel & Lersch bezeichnet. Im Zweiten Weltkrieg wurde das Gebäude leicht beschädigt und anschließend renoviert. Mitte der 1970er Jahre wurde der Innenraum grundlegend nach den Vorgaben des 2. Vatikanischen Konzils umgestaltet und farblich neu gefasst. Die Chorfenster zeigen das Abendmahl, die Geburt, die Dreifaltigkeit, die Kreuzigung, die Aussendung des Hl. Geistes und den Hl. Michael als Patron der Kirche. Das linke Fenster des Querschiffes zeigt den ursprünglichen Werdohler Kirchenpatron Kilian. Die Kirchenweihe erfolgte 1901. Der dreigeschossige Turm an der Südseite wirkt massig und passt zum Gesamteindruck. Die Schallöffnungen und Fenster sind verschiedenartig gruppiert, das Glockenstübchen wird an den Ecken von vier Ecktürmen flankiert, die mit spitzen Helmen bekrönt sind. Der polygone Helm des Turmes läuft spitz aus. Im quadratischen Dachreiter über der Vierung wiederholt sich verkleinert, das Bild mit den Ecktürmen. In den 1970er Jahren wurde die Kirche unter der Leitung des Diezösan-Architekten Dohmen und des Baumeisters Rudolf Schwarz, renoviert. Dabei wurde die Altarplattform bis in die Vierung vorgezogen.

## Ausstattung
Der Zelebrationsaltar mit seinem kunstvoll verzierten Altarblock ist eine Arbeit des Bildhauers Theo Heiermann aus Köln. Der Altar enthält eine Reliquie des Kilian, er wurde im Juni 1978 geweiht.
- Der neugotische Hauptaltar mit geschnitzten Reliefs und Gesprenge wurde 1907 von Albert Pehle angefertigt. Er zeigt Szenen aus dem neuen Testament und ist in Grau Rot und Gold gefasst.
- Der nördliche Seitenaltar beinhaltet das Kreuzigungsrelief mit derben Figuren aus der alten Pfarrkirche. Es stammt vom Anfang des 16. Jahrhunderts und wurde wohl 1912 gefasst.
- Die Stockmann-Orgel wurde 1976 eingebaut, sie enthält Teile eines historischen Instrumentes von 1757, die der Hoforgelmacher Ignatius Seifert[6] baute, aus der Kirche von Eslohe.
- Die vier Bronzeglocken erklingen in cis', e', fis' und gis' und wurden 1948 in zinnfreier Briloner Sonderbronze gegossen.[7]